# Great Garbo Music
Great Garbo Music (Great Garbo – Baldenweg) ist ein preisgekröntes Zürcher Filmmusikkomponisten/Produzententeam bestehend aus den Schweizer/Australischen Geschwistern Diego Baldenweg (* 1979) (Komponist, Produzent), Nora Baldenweg (* 1981) (Ko-Komponistin, Produzentin) und Lionel Vincent Baldenweg (* 1977) (Ko-Komponist, Produzent).

## Karriere
Das anfangs 2004 entstandene Komponistenteam begleitete zahlreiche Spiel- und Werbefilme musikalisch. Es wurden zum Beispiel über 300 Kompositionen für internationale Werbekampagnen von Marken wie Braun, Canon, Carlsberg, Mastercard, Nivea, Orange, Sony und die UBS komponiert.
2014 komponierten sie die Musik zur globalen Dove-Beauty-Patch-Kampagne, die mit über 100 Millionen Youtube-Views zur bis dahin drittmeist gesehenen Online-Werbekampagne wurde.
Zudem komponieren sie Filmmusik für Spielfilme wie Michael Schaerers Lina und Die kleine Hexe, Rolf Lyssys Die letzte Pointe, Alain Gsponers Der letzte Weynfeldt, Michael Steiners Film Mein Name ist Eugen, Niklaus Hilbers Cannabis – Probieren geht über Regieren, Ziellos und Amateur Teens sowie Til Schweigers Head Full of Honey.
Im Herbst 2009 haben David Zinman und das Tonhalle-Orchester Zürich zum ersten Mal in ihrer Geschichte zusammen mit den Baldenwegs einen aufwendigen orchestralen Soundtrack für den Kinofilm 180° – Wenn deine Welt plötzlich Kopf steht aufgenommen.
Der mit ihrer Filmmusik untermalte Kurzfilm La Femme et le TGV mit der Schauspielikone Jane Birkin wurde 2017 für einen Oscar nominiert und ihre Filmmusik für den Spielfilm Zwingli wurde unter anderem mit dem Zürcher Kammerorchester und Daniel Hope eingespielt. Sie komponierten die gesamte Filmmusik zu Robert Lorenz’ Spielfilm Saints & Sinners – Heilige und Sünder mit Liam Neeson, Kerry Condon und Ciarán Hinds welcher 2023 an den Internationalen Filmfestspielen von Venedig. Premiere feierte.
2019 komponierten sie die komplette Originalmusik für die internationale Fernsehserie The Unlisted. von der Oscar-nominierten Produzentin Angie Fielder und Polly Staniford. Der Titelsong zur Serie ist ein offizielles Remake von Pink Floyds Welt-Hit Another Brick in the Wall. Das von Roger Waters persönlich genehmigte Remake wurde von den Baldenwegs arrangiert, produziert und eingespielt.
Für ihre Arbeiten erhalten sie regelmässig Preise wie 2006 zwei Preise für beste Musik vom Eidgenössischen Departement des Inneren (EDI), 2010 den SUISA Preis für beste Filmmusik (Spielfilm: 180° - Amok) am Internationalen Filmfestival Locarno,
2018 den Schweizer Filmpreis (beste Filmmusik) für Die kleine Hexe und 2019 den ersten Prix Walo für herausragende Leistungen im Bereich der Filmmusik.
2019 wurden sie bei den World Soundtrack Awards (Public Choice) für ihre Filmmusik zum Spielfilm Zwingli zum „Score of the Year“ nominiert.
Sie wurden in ihrer Karriere zudem mehrmals als «Finalist» für den „Music + Sound Award“ (International) nominiert.
Für ihre Originalmusik zu den Fernsehserien The Unlisted, Itch und Born To Spy wurden sie jedes Mal für einen Australian Academy Award (AACTA) für „Best Original Music in TV“ nominiert.
Sie wurden bei den Movie Music UK Awards bereits zweimal (2019: Zwingli, 2023: Saints & Sinners – Heilige und Sünder.) für «Score of the Year» nominiert.
Alle drei sind Kinder der Künstlerin Marie-Claire Baldenweg und des Musikers Pfuri Baldenweg.
Diego Baldenweg, Nora Baldenweg und Lionel Vincent Baldenweg sind Mitglieder der World Soundtrack Academy, Art Directors Club Europe, der Europäischen Filmakademie, Schweizer Filmakademie und der Australian Academy of Cinema & Television Arts (AACTA).

## Künstlernamen
Bei der Komposition von Musik für Spielfilme, Fernsehserien etc. erscheinen sie als: Diego Baldenweg mit Nora Baldenweg & Lionel Baldenweg.
Bei der Komposition von Musik für Werbekampagnen und Corporate Audio Branding’s nennen sie sich: GREAT GARBO.
Zudem erschienen diverse Songs von ihnen unter verschiedenen Bandnamen wie Saltbay, Los Bimbos, Super Avenue, Les Deux, Die Cobras, The Alfornos und Trash Bag.

## Filmografie (Auswahl)
- 2004: Building the Gherkin – Regie: Mirjam von Arx
- 2004: The Ring Thing – Regie: Marc Schippert
- 2005: Mein Name ist Eugen – Regie: Michael Steiner
- 2005: Undercover – Regie: Sabine Boss
- 2005: Roger Federer – Replay – Regie: Christian Neu
- 2006: Cannabis – Probieren geht über Regieren – Regie: Niklaus Hilber
- 2007: Liebe & Wahn – Regie: Mike Huber
- 2008: Marcello Marcello – Regie: Denis Rabaglia
- 2008: Gehrig kommt! – Regie: Marc Schippert
- 2010: Der letzte Weynfeldt – Regie: Alain Gsponer
- 2010: 180° – Wenn deine Welt plötzlich Kopf steht – Regie: Cihan Inan
- 2012: Draussen ist Sommer – Regie: Friederike Jehn
- 2013: Dinu – Regie: Simon Aeby
- 2013: Hylas und die Nymphen – Regie: Lisa Brühlmann
- 2014: Ziellos – Regie: Niklaus Hilber
- 2015: Amateur Teens – Regie: Niklaus Hilber
- 2016: Lina – Regie: Michael Schaerer
- 2016: La Femme et le TGV – Regie: Timo von Gunten
- 2017: Die letzte Pointe – Regie: Rolf Lyssy
- 2018: Die kleine Hexe – Regie: Michael Schaerer
- 2018: Head Full of Honey – Regie: Til Schweiger
- 2019: Zwingli – Regie: Stefan Haupt
- 2019: The Unlisted – Showrunner: Justine Flynn, Regie: Justine Flynn, Rhys Graham, Neil Sharma, Nicholas Verso, Lucy Gaffy, Rebecca O’Brien
- 2020: Itch – Showrunner: Melanie Halsall, Regie: Renne Webster, Nicholas Verso
- 2021: The Life Underground – Regie: Loïc Hobi
- 2021: Tschugger – Showrunner/Regie: David Constantin (Originalmusik: Pilotfolge, Zusätzliche Musik: 1. Staffel)
- 2021: Itch 2 – Showrunner: Melanie Halsall, Regie: Nicholas Verso, Tenika Smith
- 2021: Born To Spy – Showrunner: Justine Flynn, Regie: Nicholas Verso, Chase Lee, Huyn Lee, Darlene Johnson, Neil Sharma, Justine Flynn
- 2023: Saints & Sinners – Heilige und Sünder – Regie: Robert Lorenz

## Auszeichnungen
- 2024 – Nomination «Score of the Year»[5], Movie Music UK Awards, Amerika – Spielfilm: „In the Land of Saints and Sinners“
- 2024 – Nomination «Best Original Score for a Thriller/Horror Film»[5], Movie Music UK Awards, Amerika – Spielfilm: „In the Land of Saints and Sinners“
- 2024 – Nomination «Top Film Cues»[6], Film Tracks Awards, Amerika – Cue: «Irish Western Ballad» - „In the Land of Saints and Sinners“
- 2023 – Finalist «Best Artist + Brand Collaboration»[7], Music + Sound Awards (International), England – „KRUG X BALDENWEG – Krug Champagne“
- 2023 – Finalist «Best Original Composition in Branding»[8], Music + Sound Awards (International), England – „Krug Champagne“
- 2022 – Gewinner «Bronze: Film & Audio Craft – Music and Sound»[9], ADC Europe Awards, Spanien – Audio Branding: «Zurich Film Festival»
- 2022 – Nomination «Best Original Music in TV»[10], Australian Academy Award – AACTA, Australien – TV-Serie: «Born To Spy»
- 2022 – Finalist «Best Original Composition in a Short Film»[11], Music + Sound Awards (International), England – Film: «The Life Underground»
- 2022 – Finalist «Best Original Composition in Branding»[11], Music + Sound Awards (International), England – Audio Branding: «Zurich Film Festival»
- 2022 – Gewinner «Gold: Best Supplier Services»[12], Xaver Award for Excellence in Live Communications, Schweiz – Audio Branding: «Schweizer Filmpreis»
- 2021 – Gewinner «Beste Komponisten – Herausragende Leistungen in der Filmmusik»[13], 46th Prix Walo, Schweiz
- 2021 – Gewinner «Prix de la Meilleure Musique Originale»[14], Festival International du Film Indépendent de Bordeaux, Frankreich – Film: «The Life Underground»
- 2021 – Finalist «Best Original Composition in Branding»[15], Music + Sound Awards (International), England – Audio Branding: «Schweizer Filmpreis»
- 2021 – Gewinner «ADC Bronze für Beste Musik»[16], Art Directors Club, Schweiz – Audio Branding: «Schweizer Filmpreis»
- 2020 – Nomination «Best Original Music in TV»[17], Australian Academy Award – AACTA, Australien – TV-Serie: «Itch»
- 2020 – Nomination «Best Original Score for a Drama Film», Movie Music UK Awards, Amerika[4] – Spielfilm: The Reformer Zwingli
- 2020 – Nomination «Score of the Year (Top 10)», Movie Music UK Awards, Amerika[4] – Spielfilm: The Reformer Zwingli
- 2019 – Nomination «Best Original Music in TV», Australian Academy Award – AACTA, Australien – TV-Serie: «The Unlisted»
- 2019 – Nomination «Score of the Year (Public Choice)», World Soundtrack Awards, Belgien – Spielfilm: Zwingli
- 2018 – Finalist «Best Original Composition – Feature Film Score», Music + Sound Awards (International), England – Spielfilm: Die letzte Pointe
- 2018 – Gewinner „Beste Filmmusik“, Schweizer Filmpreis, Schweiz – Spielfilm: Die kleine Hexe
- 2017 – Finalist „Best Original Composition – Live Action Shorts“, Music + Sound Awards (International), England – Film: La Femme et le TGV
- 2015 – Shortlist „Beste Musik“, Art Directors Club, Schweiz – Werbekampagne: SWISS LIFE
- 2014 – Shortlist „Beste Musik“, Art Directors Club, Schweiz – Werbekampagne: SONY – NEX-5R
- 2011 – Nomination „beste Filmmusik“, Schweizer Filmpreis – Spielfilm: 180° - AMOK
- 2010 – Gewinner SUISA Preis für „Beste Filmmusik“, Internationales Filmfestival Locarno – Spielfilm: 180° - AMOK
- 2006 – Gewinner „Beste Musik“, Eidgenössisches Departement des Innern (EDI-Awards) – Werbekampagne: Love Life – Stop Aids
- 2006 – Gewinner „Beste Musik“, Eidgenössisches Departement des Innern (EDI-Awards) – Corporate Film: Kuoni

## Diskographie
Singles
- DIEGO BALDENWEG with NORA BALDENWEG & LIONEL BALDENWEG: Another Brick in the Wall – 2019
- GREAT GARBO – ‘O Sole Mio (Migros Sommersong) – 2015
- GREAT GARBO – Cells – 2013
- GREAT GARBO – Colour Symphony No. 2 – 2012
- SALTBAY – Boats – 2010
- KUTTI MC – Amok – 2010 (2 Gentlemen)
- LOS BIMBOS feat. Don of the Green Babylon – Hey Mr. President – 2010
- SALTBAY – Undercover – 2010
- LOS BIMBOS – Lucky Girl – 2010
- LOS BIMBOS – Go Go Marcello – 2009
- THE ALFORNOS feat. Heidi P – Lueg mi Aa – 2005 (TBA 9461-2)
Alben (Artist – DIEGO BALDENWEG with NORA BALDENWEG & LIONEL BALDENWEG)
- IN THE LAND OF SAINTS AND SINNERS – Original Motion Picture Soundtrack (Sony Music Masterworks)
- KRUG X BALDENWEG – La Célébration (Great Garbo)
- EYE TO THE WORLD – Zurich Film Festival Suite (Great Garbo)
- BORN TO SPY – Original Music for the TV Series (Great Garbo / Aquarius Films / Australian Broadcast Corporation)
- THE LIFE UNDERGROUND – Original Motion Picture Soundtrack (Great Garbo)
- SWISS FILM AWARD – Original Music (Great Garbo)
- THE UNLISTED – Original Music from the ABC/Netflix Series (Great Garbo / Aquarius Films / Australian Broadcast Corporation / Netflix)
- ZWINGLI – Original Motion Picture Soundtrack (Great Garbo)
- ZONE ROUGE – Original Motion Picture Soundtrack (Great Garbo)
- DIE KLEINE HEXE / THE LITTLE WITCH – Original Motion Picture Soundtrack (Kobrow / Great Garbo)
- DIE LETZTE POINTE – Original Motion Picture Soundtrack (Swiss Treasure Records)
- LA FEMME ET LE TGV – Original Motion Picture Soundtrack (Great Garbo)
- LINA – Original Motion Picture Soundtrack (Great Garbo)
- SUMMER OUTSIDE – Original Motion Picture Soundtrack (Great Garbo)
- 180° – Original Motion Picture Soundtrack (Great Garbo / Praesens – 642738912271 / 91227)
- DER LETZTE WEYNFELDT – Original Motion Picture Soundtrack (Great Garbo / Praesens – 642738912264 / 91226)
- MEIN NAME IST EUGEN – Original Motion Picture Soundtrack (Sony BMG 82876732352)
Album (Artist – TRASH BAG)
- FEED THE BAG (GreatGarbo 77751)